# Левин, Юрий Абрамович
Юрий Абрамович Левин (20 сентября 1917, д. Поречье, Рогачёвский уезд, Могилёвская губерния — 9 июля 2008, Екатеринбург) — российский прозаик, журналист. Член Союза писателей России. Лауреат литературной премии П. П. Бажова (2007 год), и литературной премии Н. И. Кузнецова. Участник Великой Отечественной войны, военный корреспондент, полковник.

## Биография
Родился 20 сентября 1917 году в деревне Поречье Рогачёвского уезда Могилёвской губернии (ныне — агрогородок в Гомельской области) в семье крестьян. В раннем возрасте осиротел, воспитывался у родственников.
До 1938 года, когда был призван на службу в армию работал в редакции местной газеты, затем трудился в райкоме комсомола.
В 1938 году — курсант полковой школы легко-танковой бригады. После окончания школы стал командиром танка Т-26, участник похода Красной Армии в Бессарабию. Член ВКП(б).
С 1940 года служил корреспондентом многотиражной газеты «Красноармеец». Прошёл обучение на Высших курсах газетных работников Красной армии. В самом начале войны его направили служить в 31-ю армию Калининского фронта, в редакцию газеты «На врага». В ходе обороны Сталинграда Левин был направлен корреспондентом фронтовой газеты «Сталинское знамя», а затем продолжил службу в 62-й армии на Южном и 4-м Украинском фронтах, собственным корреспондентом. Получил ранение, в Куйбышеве находился на лечении. В 1944 году был назначен ответственным секретарем редакции газеты «Фронтовик». Его последний репортаж с фронта был написан на ступеньках Рейхстага.
После завершения войны продолжил служить в Советской армии, работал в газете «Победитель» и занимал должность ответственного секретаря. В 1950 году переведен начальником отдела в газету «Красный боец» в Уральский военный округ. На пенсию вышел в 1971 году в звании подполковника. Указом президента России в 1995 году ему было присвоено очередное звание — полковник. После увольнения стал работать корреспондентом «Литературной газеты» на Урале.
Своё журналистское творчество писатель посвятил поиску солдат, пропавших без вести. Много писал на тему забытых имён Великой Отечественной войны. Является автором более двадцати отдельных книг документальной и художественной прозы. Он автор публикаций о героях войны: сержанте Павлове, снайпере Зайцеве, о Григорие Кунавине, о комбате капитане Неустроеве и многих других. Автор-составитель трехтомного издания «Живые строки войны», в котором разместились сотни фронтовых писем. Ему трижды вручалась золотая медаль ВДНХ. Член Союза писателей СССР, а затем России. Член Союза журналистов.
Проживал в Екатеринбурге. Умер 9 июля 2008 года. Его прах покоится в колумбарии Михайловского кладбища.
Женат. Воспитал двоих детей — дочь Анна, сын Александр.

## Награды, звания и премии
- Орден Отечественной войны I степени
- два Ордена Отечественной войны II степени
- два Ордена Красной Звезды
- две медали «За боевые заслуги» (05.05.1942[6], …)
- Медаль «За оборону Сталинграда»
- Медаль «За взятие Берлина»
- Медаль «За освобождение Варшавы»
- Премия ЦК комсомола за трёхтомник «Живые строки войны»
- Лауреат литературной премии П. П. Бажова (2007 год)
- лауреат литературной премии Н. И. Кузнецова
- Почетный гражданин белорусской деревни Поречье